# Artur Jorge
Artur Jorge teljes nevén Artur Jorge Braga Melo Teixeira (Porto, 1946. február 13. – Lisszabon, 2024. február 22.) portugál válogatott labdarúgó, edző.
A svájci válogatottat szövetségi kapitányként irányította az 1996-os Európa-bajnokságon.

## Sikerei, díjai

### Játékosként
Benfica
- Portugál bajnok (4): 1970–71, 1971–72, 1972–73, 1974–75
- Portugál kupa (2): 1969–70, 1971–72

Egyéni
- A portugál bajnokság gólkirálya (2): 1970–71 (23 gól), 1971–72 (27 gól)

### Edzőként
Porto
- Bajnokcsapatok Európa-kupája (1): 1986–87
- Portugál bajnok (3): 1984–85, 1985–86, 1989–90
- Portugál kupa (1): 1990–91
- Portugál szuperkupa (3): 1984, 1986, 1990

Paris Saint-Germain
- Francia bajnok (1): 1993–94
- Francia kupa (1): 1992–93

Al-Hilal
- Szaúd-arábiai bajnok (1): 2001–02
- Kupagyőztesek Ázsia-kupája (1): 2001–02

CSZKA Moszkva
- Orosz szuperkupa (1): 2004